# Северная бухта (Севастополь)
Се́верная бу́хта — часть Севастопольской бухты, вдаётся в Северную сторону Севастополя, где её продолжение называется  Сухая (Перевозная) балка.
В 1900 году в Северную бухту перенесли причалы из Старо-Северной бухты. В 1910 году был построен причал для приёма паровых катеров и балка Перевозная получила своё современное название. В бухте построены причалы для пассажирских катеров (основной причал для поездки на Северную сторону из района Графской пристани) и паромная переправа (связана с Артиллерийской бухтой).
У вершины бухты Северная в Перевозной балке находится площадь генерала Захарова.